# L'Amour de Jeanne Ney
Pour plus de détails, voir Fiche technique et Distribution.
L'Amour de Jeanne Ney (Die Liebe der Jeanne Ney) est un film muet allemand réalisé par Georg Wilhelm Pabst, sorti en 1927.

## Synopsis
Jeanne, la fille du diplomate et correspondant politique français Alfred Ney, réside avec sa famille en Crimée dans la Russie après la révolution de 1917. Son père tombe sur une liste d'agents bolcheviques où se trouve le nom de l'amant de Jeanne, Andreas Labov. Ce dernier finit par exécuter le père de Jeanne qui, terrorisée, tente tout de même de sauver la vie d'Andreas. Mais l'Armée rouge arrive et encercle bientôt la ville.

## Fiche technique
- Titre original : Die Liebe der Jeanne Ney
- Titre français : L'Amour de Jeanne Ney
- Réalisateur : Georg Wilhelm Pabst, assisté de Marc Sorkin
- Scénariste : Ladislaus Vajda, Rudolf Leonhardt d'après le roman d'Ilya Ehrenbourg
- Production : UFA
- Musique originale : Hans May
- Photographie : Fritz Arno Wagner, Walter Robert Lach
- Montage : Georg Wilhelm Pabst et Marc Sorkin
- Couleur : noir et blanc
- Son : muet - intertitres allemands
- Durée : 100 min
- Pays d'origine : Allemagne  République de Weimar
- Dates de sortie : 
  - Allemagne  République de Weimar : 6 décembre 1927
  - Jamais sorti en France

## Distribution
- Jeanne Ney : Édith Jéhanne
- Alfred Ney : Eugen Jensen, son père
- Khalibiev : Fritz Rasp
- Andreas Labov : Uno Henning
- Raymond Ney : Adolf Edgar Licho, son oncle
- Gabriele Ney : Brigitte Helm, sa cousine
- Gaston : Siegfried Arno, le policier
- Margot : Hertha von Walther
- Émile Poitras : Hans Jaray